# Opus (гурт)
«Opus» — австрійська поп-рок-група, створена в 1973 році. Найбільш відома завдяки хіту 1984 року «Live is Life».

## Біографія
«Opus» був створений в липні 1973 року в містечку Stegersbach як звичайна любительська група,що спочатку виконувала кавер-версії таких груп як «Deep Purple» і «Colosseum». Вже в серпні у колективу відбувся перший виступ.
Через п'ять років музиканти переїхали для навчання в Грац. До того часу був сформований склад групи в особі Евальда Пфлегера (нім. Ewald Pfleger), Курта Рене Пліснира (нім. Kurt René Plisnier) і Вальтера Бахкьоніга (нім. Walter Bachkönig). У тому ж 1978 році для групи був знайдений новий вокаліст Гервіг Рюдисер (нім. Herwig Rüdisser). Дебютний альбом «Daydreams» був випущений в 1980 році; в тому ж році з групи пішов Вальтер Бахкьоніг, поступившись місцем басисту Нікі Груберу (нім. Niki Gruber). Другий альбом «Eleven», випущений в 1981 році, став «золотим» в Австрії і увійшов у першу десятку національного хіт-параду; успішним став і наступний за ним альбом «The Opusition» (1982).
Справжній успіх прийшов до музикантів у 1985 році на одному з концертів (тоді група вже була відносно відомою), коли ними була вперше виконана композиція «Live is Life». Ця пісня «злетіла» на високі позиції в чартах багатьох країн і прославила групу за кордоном. Всього було випущено близько 15 мільйонів копій синглу. Група гастролює по США, країнах Латинської Америки і Східного блоку. Подальші релізи «Opus» отримували все менший інтерес у публіки, і через деякий час музиканти взяли творчу перерву.
З 2002 року колектив знову продовжив активні виступи.

## Дискографія

### Альбоми
- «Daydreams» (1980)
- «Eleven» (1981) —  AUT #6[10]
- «The Opusition» (1982) —  AUT #16[11]
- «Live Is Life» (1984) —  AUT #1,  SWI #4,  GER #5,  SWE #37,  NOR #16[12]
- «Up And Down» (1984) —  AUT #12[13]
- «1984» (1984)
- «Solo» (1985) —  AUT #8[14]
- «Opus» (1987) —  AUT #7[15]
- «Magical Touch» (1990) —  AUT #26[16]
- «Walkin' On Air» (1992) —  AUT #13[17]
- «Jubilee» (1993)
- «Love, God & Radio» (1997)
- «The Beat Goes On» (2004)
- «Opus & Friends» (2013)

### Сингли
- «Flyin' High» (1982) —  AUT #5,  GER #45[18]
- «Eleven» (1982)
- «Keep Your Mind» (1982)
- «Best Thing» / «Follow Me» (1982)
- «The Opusition» / «Again And Again» (1983)
- «Angie» (1983)
- «Live is Life» (1984) —  AUT #1,  GER #1,  SWI #2,  FRA #1,  NED #3,  () NED #2,  SWE #1,  NOR #2,  US #32[4]
- «Up And Down» (1984)
- «Positive» (1984)
- «Rock On The Rocks» / «Dreamin' Takes You Away» (1985)
- «Faster And Faster» (1987) —  AUT #12[19]
- «Whiteland» (1987) —  AUT #3[20]
- «When The Night Comes» (1990)
- «A Night In Vienna» (1990)
- «Gimme Love» (1992) —  AUT #9[21]
- «Walkin' On Air» (1992)
- «The Power of Live Is Life» (1994) —  AUT #3[22]
- «Just Four Fun» (1996)
- «Viva Austria» (1998)
- «Live Is Life '08» (feat. Jerry) (2008) —  AUT #16,  NED #60[22]

### EP
- «When I Met You» (1996)

### Компіляційні альбоми
- «Best Of» (1994) —  AUT #11[23]
- «The Power Of Live Is Life (Greatest Hits)» (1998)
- «Millennium Edition» (2000)
- «Live Is Life (2002)
- «Back To Future — The Ultimate Best Of» (2002) —  AUT #43[24]
- «Graz Liebenau 1985» (2013) —  AUT #18[25]